# Strahuľka
Strahuľka este o arie protejată (arie specială de conservare — SAC, sit de importanță comunitară — SCI) din Slovacia întinsă pe o suprafață de 1.170,01 ha, integral pe uscat.

## Localizare
Centrul sitului Strahuľka este situat la coordonatele 48°39′17″N 21°27′29″E / 48.654722°N 21.458056°E.

## Înființare
Situl Strahuľka a fost declarat sit de importanță comunitară în aprilie 2004 pentru a proteja 12 specii de animale. Situl a fost protejat și ca arie specială de conservare în martie 2004.

## Biodiversitate
Situată în ecoregiunea alpină, aria protejată conține 11 habitate naturale: Păduri de fag Asperulo-Fagetum, Pajiști uscate seminaturale și facies de acoperire cu tufișuri pe substraturi calcaroase (Festuco-Brometalia) (* situri importante pentru orhidee), Roci stâncoase cu vegetație pionieră de Sedo-Scleranthion sau Sedo albi-Veronicion dillenii, Tufărișuri subcontinentale peripanonice, Păduri de fag Luzulo-Fagetum, Păduri pe pante, grohotișuri și ravene de Tilio-Acerion, Păduri aluvionare cu Alnus glutinosa și Fraxinus excelsior (Alno-Padion, Alnion incanae, Salicion albae), Pajiști stepice subpanonice, Pante stâncoase silicioase cu vegetație casmofită, Ape stătătoare oligotrofe până la mezotrofe, cu vegetație de Littorelletea uniflorae și/sau de Isoëto-Nanojuncetea, Fânețe de joasă altitudine (Alopecurus pratensis, Sanguisorba officinalis).
La baza desemnării sitului se află mai multe specii protejate:
- amfibieni (2): izvoraș-cu-burta-galbenă (Bombina variegata), triton cu creastă (Triturus cristatus)
- mamifere (2): râs eurasiatic (Lynx lynx), liliac comun (Myotis myotis)
- nevertebrate (8): Carabus variolosus, Euplagia quadripunctaria, Isophya stysi, Leptidea morsei, rădașcă (Lucanus cervus), fluturele purpuriu (Lycaena dispar), Maculinea teleius, Rosalia alpina

Pe lângă speciile protejate, pe teritoriul sitului au mai fost identificate 16 specii de plante, 5 specii de amfibieni, 7 specii de mamifere, 2 specii de nevertebrate, 2 specii de reptile.